# S Club 8
S Club 8, conocidos en un principio como S Club Juniors, fue un grupo de música derivado del altamente popular grupo pop inglés S Club 7. Los miembros de la banda (Frankie Sandford, Calvin Goldspink, Aaron Renfree, Stacey McClean, Rochelle Wiseman, Daisy Evans, Hannah Richings y Jay Asforis) estaban todos entrando en su adolescencia cuando fueron elegidos de entre miles de participantes en el reality show "S Club Search", en el año 2001. Las intenciones originales para el grupo eran sólo de apoyo al S Club 7 en su "S Club Carnival Tour" en Wembley Arena, aunque su éxito dio lugar a que pudieran lanzar tres álbumes y ocho singles. También tuvieron su propio reality show, una vez consolidada la banda: "S Club Juniors: The Story".

## Historia

### Formación
S Club Juniors se formó en el año 2001, a través de un proceso de audiciones. Estas fueron transmitidas televisivamente en la CBBC. El concepto original era que el grupo debía estar compuesto por chicos que hicieran sus presentaciones en Wembley Arena como acto de apoyo a S Club 7 en su "S Club Carnival Tour". La aparición de la banda fue considerada un éxito y, consecuentemente, 19 Entertainment, la compañía de management que había creado S Club 7 y audicionado a S Club Juniors, decidió que el grupo haría sus presentaciones como acto de apoyo en todas las fechas del "S Club Carnival Tour".

### Together
Al final del tour, S Club Juniors había creado un seguimiento y, con el apoyo de 19 Entertainment, Polydor Records se hizo cargo del grupo. Su primer sencillo se llamó "One Step Closer". Este fue promovido en el reality show "S Club Juniors: The Story". El sencillo fue lanzado en el Reino Unido el 22 de abril de 2002 en una batalla directa con Sugababes, que realizaron su sencillo de regreso el mismo día. Sin embargo, S Club Juniors se hizo con el puesto #2 en la mitad de la semana, cayendo del podio el fin de semana siguiente. Fueron vendidas 73.000 copias, en comparación con las 85.000 de Sugababes. S Club Juniors permaneció en el #2 por una segunda semana, vendiendo alrededor de 60.000 copias más, en comparación con las 143.000 de Holly Valance. En resumen, 250.000 copias fueron vendidas en el Reino Unido, y permanecieron en el Top 75 del mismo país por 11 semanas. La banda comenzó a trabajar en su álbum de estudio en junio de 2002, siguiendo el éxito de su primer sencillo. El segundo se llamó "Automatic High" y fue grabado en España, mientras S Club 7 comenzaba su cuarta serie de televisión. Lanzado el 22 de julio de 2002, el sencillo llegó hasta el #2 en el Reino Unido, vendiendo 52.000 copias, y se mantuvo durante 8 semanas en el Top 75 de ese país, vendiendo un total de 110.000 copias.
Su tercer sencillo, "New Direction", estaba pautado originalmente para realizarse el 23 de septiembre de 2002, pero fue demorado hasta el 7 de octubre del mismo año, alcanzando el puesto n.° 2 en el Reino Unido y vendiendo 55.000 copias en su primera semana. El sencillo se convirtió en el tercer hit consecutivo del grupo en entrar al Top 10, vendiendo 130.000 copias en su sexta semana, más rápido que los sencillos anteriores. Se cree que es la primera vez que un artista tiene sus primeros tres sencillos entrando en las listas inglesas en el #2. S Club Juniors realizó su primer álbum, "Together", el 21 de octubre de 2002, alcanzando el n.º 5 en su primera semana y vendiendo 40.000 copias en el mismo lapso. El álbum desapareció del Top 40 algunas semanas después.
El cuarto y último sencillo del álbum, "Puppy Love", fue lanzado el 9 de diciembre de 2002. Debutó en el #6 de las listas británicas, con 18.000 copias vendidas. En su segunda semana, el sencillo vendió 23.000 copias más. En resumen, "Puppy Love" vendió alrededor de 85.000 copias en el Reino Unido y permaneció durante 8 semanas en el Top 40 de dicho país. Un quinto sencillo fue planeado para marzo de 2003, pero se canceló debido a las bajas ventas de "Puppy Love".

### Sundown
S Club Juniors comenzó a trabajar en su segundo álbum de estudio en enero de 2003, pero Polydor Records quiso un cambio completo de imagen, luego de las altas expectativas puestas en su primer álbum: un formato en el que Simon Fuller quería un mejoramiento masivo. Hubo incluso planes para agregar miembros, hecho que no se concretó debido a revisiones negativas.
La banda se unió al "S Club United Tour" de S Club 7 en abril de 2003, donde fue anunciado el cambio de nombre a "S Club 8" y el venidero primer sencillo de su segundo álbum, llamado "Fool No More", que fue tratado por el DJ de Radio 1, Chris Moyles, diciendo: "Odio a los Juniors, pero esta canción está buena". El sencillo, lanzado el 30 de junio de 2003, alcanzó el n.º 4 en el Reino Unido, vendiendo 26.000 copias en su primera semana, y un total de 75.000 copias en ese país. El segundo sencillo, llamado "Sundown", fue lanzado el 29 de septiembre de 2003, llegando al n.º 4 y convirtiéndose en su sexto y último hit en entrar al Top 10. Vendió alrededor de 37.000 copias en su primera semana, y un total de 80.000.
Su segundo álbum de estudio, "Sundown", fue lanzado el 13 de octubre de 2003, con resultados negativos. Llegó al puesto n.º 13 en las listas inglesas, cayendo al 40 en la segunda semana. El álbum vendió 60.000 copias en el Reino Unido y 315.859 en todo el mundo, hasta agosto de 2008. El sexto y último sencillo del mismo, "Don't Tell Me You're Sorry", fue lanzado en el Reino Unido el 29 de diciembre de 2003, llegando al puesto n.º 11 de las listas de ese país y convirtiéndose en el primer sencillo del grupo en perder el Top 10. Luego de las bajas posiciones de ventas en el Reino Unido, los mánager de S Club 8 decidieron dejar de utilizar ese nombre y formar "I Dream".

### Welcome To Avalon Heights
Después del fracaso de "Sundown", 19 Entertainment eligió enviar al grupo a una radical y nueva dirección. Como consecuencia, en 2004, los miembros de la banda pasaron a formar parte del elenco de "I Dream", una serie de televisión juvenil transmitida por la BBC. Al contrario de las series de S Club 7, que se basaban en la vida ficticia de los miembros del grupo, "I Dream" mostraba a S Club 8 como miembros de un elenco compuesto por 5 jóvenes más: Matt Di Angelo (en el papel de Felix), Rachel Hyde-Harvey (como Amy), Helen Kurup (como Kush), Lorna Want (en el papel de Natalie) y George Wood (interpretando a Ollie). La historia se desenvolvía en la escuela de verano "Avalon Heights", dirigida por el Profesor Toone (papel realizado por Christopher Lloyd), donde los personajes trataban de mejorar sus talentos de canto, baile y actuación. No sorprendentemente, la serie mostraba varias canciones y bailes, generalmente dos por episodio.
En la promoción del show, antes de que este saliera al aire, fue marcado como una serie del S Club 8. Sin embargo, se dio a conocer luego que el show contaría con 5 actores adicionales, con los que S Club 8 compartiría el protagonismo. Fue de esta manera que S Club 8 fue renovado como "I Dream".
El 30 de septiembre de 2004, el tercer y último álbum de estudio del grupo fue realizado. Se tituló "Welcome to Avalon Heights", y contenía canciones del show realizadas por los miembros de S Club 8 y el resto del elenco. El álbum debutó en un pobre #133, con ventas de sólo 700 copias. La semana siguiente ya estaba fuera de las listas. Pero, alrededor del mundo, el álbum no fue pobre, especialmente en Estados Unidos y Francia, donde el show "I Dream" fue un gran éxito. "Welcome to Avalon Heights" vendió 432.899 copias alrededor del mundo (cifra hasta agosto de 2008).
El 15 de septiembre de 2004, la canción de entrada del show, "Dreaming" (cantada, en voz principal, por Frankie Sandford y Calvin Goldspink), fue lanzada como sencillo. Esta falló entrando en el #19 de las listas inglesas, cayendo al #36 la semana siguiente, y desapareciendo del Top 40. A pesar de fracasar en el Reino Unido, el sencillo se las arregló para vender alrededor de 1.268.081 copias alrededor del mundo, hasta agosto de 2008.

### Separación
Después de que "I Dream" finalizara, la banda siguió con algunas presentaciones más en programas de TV. Debido al fracaso del último álbum, a principios de 2005, el grupo se separó sin ninguna palabra oficial. Sin embargo, la mayoría de sus miembros ya se encontraban en nuevos proyectos o finalizando sus exámenes, y S Club 8 había sido borrado de las páginas web de 19 Entertainment y Polydor Records.

## Discografía

### Sencillos
| Sencillo                     | Lanzamiento              | País        | Puesto en Listas |
| ---------------------------- | ------------------------ | ----------- | ---------------- |
| "One Step Closer"            | 22 de abril de 2002      | Reino Unido | #2               |
| "Automatic High"             | 22 de julio de 2002      | Reino Unido | #2               |
| "New Direction"              | 7 de octubre de 2002     | Reino Unido | #2               |
| "Puppy Love"                 | 9 de diciembre de 2002   | Reino Unido | #6               |
| "Fool No More"               | 30 de junio de 2003      | Reino Unido | #4               |
| "Sundown"                    | 29 de septiembre de 2003 | Reino Unido | #4               |
| "Don't Tell Me You're Sorry" | 22 de diciembre de 2003  | Reino Unido | #11              |
| "Dreaming"                   | 15 de septiembre de 2004 | Reino Unido | #19              |

### Álbumes
| Álbum                       | Lanzamiento              | País        | Puesto en Listas | Ventas Mundiales |
| --------------------------- | ------------------------ | ----------- | ---------------- | ---------------- |
| "Together"                  | 21 de octubre de 2002    | Reino Unido | #5               | 613.102          |
| "Sundown"                   | 13 de octubre de 2003    | Reino Unido | #13              | 315.859          |
| "Welcome to Avalon Heights" | 30 de septiembre de 2004 | Reino Unido | #133             | 432.899          |

## Filmografía
| Año  | Serie                           | Rol          | Notas          |
| ---- | ------------------------------- | ------------ | -------------- |
| 2001 | "S Club Search"                 | Ellos mismos | Reality Show   |
| 2002 | "S Club Juniors: The Story"     | Ellos mismos | Reality Show   |
| 2002 | "S Club Juniors Summer Special" | Ellos mismos | Especial de TV |
| 2002 | "Viva S Club"                   | Ellos mismos | Serie de TV    |
| 2004 | "I Dream"                       | Ellos mismos | Serie de TV    |

## Videografía
·2002 One Step Closer
·2002 Automatic High
·2002 New Direction
·2003 Sundown
·2003 Don't Tell Me You're Sorry
·2004 Dreaming

## Integrantes

### Frankie Sandford
Frankie Sandford (14 de enero de 1989) era la segunda miembro mayor de S Club 8, y una de las cantantes principales de la banda. Cuando el grupo se separó, se decía que Frankie regresaría como cantante solista, pero no se oyó nada de ella hasta unos años después.
En 2007, Frankie añadió dos canciones a su página de música MySpace, llamadas "Bored" y "Swallow". A pesar de ser sólo ásperos vocales, los fanes los adoraron, y adquirió miles de descargas. Más tarde ese mismo año, audicionó y entró en una nueva banda de chicas, junto con Rochelle Wiseman. La nueva banda de Frankie y Rochelle se llama The Saturdays, y ha hecho un tour como acto de soporte de Girls Aloud en mayo de 2008, para su "Tangled Up Tour". El primer sencillo del grupo, "If This Is Love", fue realizado el 28 de julio de 2008, y alcanzó el #8 en el Reino Unido. El 9 de octubre de 2008, Frankie apareció como panelista invitada en el show de la BBC Two "Never Mind the Buzzcocks". El segundo sencillo de The Saturdays, "Up", entró a las listas de venta en el #4 a mitad de semana en el Reino Unido, pero, para el sábado siguiente, cayó al #5. Sin embargo, esto fue un mejoramiento en su debut como banda.
Actualmente The Saturdays ya ha alcanzado a S Club 8 en volumen de material lanzado: tres álbumes y ocho singles.

### Calvin Goldspink
Calvin Goldspink (24 de enero de 1989), a la edad de 12 años, audicionó para la chance de cantar en escenario con el gran y exitoso grupo S Club 7. Luego de su época como "S Clubber", Calvin pasó a protagonizar una temporada de "Life is Wild", transmitida por The CW Network en 2007. Para el año 2009, se encuentra en Los Ángeles trabajando en su primer álbum como solista.

### Aaron Renfree
Aaron Renfree (19 de diciembre de 1987) era el mayor de los miembros de S Club 8. Fue protagonista de "I Dream" junto a los demás de la banda, pero no apareció en todos los episodios debido a que se encontraba estudiando para sus exámenes finales al tiempo de las grabaciones. También tuvo que usar aparatos dentales durante su tiempo en S Club 8.
Luego de que S Club 8 se separara en 2005, Aaron se unió a la compañía de danza "TK Spin", que trabajó en los "Pineapple Dance Studios" en Londres. Abandonó la compañía un año después.
En 2007, Aaron fue miembro del grupo de baile "Jongleurs", creado por Aaron y Courtney McGrath. Todos los miembros del grupo han realizado entrenamiento profesional en el colegio de danzas "Laine Theatre Arts", donde Aaron había estudiado. También hizo el papel de Dandini en la obra "Cinderella", en "Assembly Halls Theatre" en Tunbridge Wells.
A partir de julio de 2008, Aaron forma parte del elenco de "Flashdance, the Musical".

### Stacey McClean
Stacey McClean (17 de febrero de 1989) fue una de las cantantes principales de S Club 8, así como también fue miembro del elenco de "I Dream" junto al resto de la banda.
A mediados de 2007, Stacey realizó una sesión de fotos con James Nader, y comenzó a ser aclamada como la próxima sensación del R&B. Ha grabado "I See You", una canción movida, pero actualmente se encuentra en la búsqueda del management adecuado, con la finalidad de trabajar con los productores exactos que la lleven en la dirección que ella más desea. Afirma que sus influencias incluyen a Mýa y Rihanna. Por el momento, también está trabajando para sostenerse a sí misma en una oficina. Su madre también trabaja allí, y según testimonios, es un lugar encantador para trabajar y, a veces, Stacey se encarga de entretener a sus compañeros de trabajo cantando algunos de sus viejos hits.
Stacey ha realizado recientemente una sesión de fotos con Antonia Charlesworth. En 2008, ha grabado dos nuevas canciones R&B, pero debido al copyright, no puede usarlas todavía en su página de música MySpace. Stacey encendió las luces navideñas de Lytham en noviembre del mismo año, acto seguido por una performance en el centro de esa ciudad. Aunque fue llamada para citarse en un corto plazo judicial, en relación con la detención de Fred el Malabarista debido a un robo, ella logró defenderse muy bien a sí misma y ser absuelta.
En 2009, fue participante de la sexta edición de "The X Factor".

### Rochelle Wiseman
Rochelle Wiseman (21 de marzo de 1989) fue una de las integrantes de S Club 8, y también formó parte del elenco de "I Dream" junto al resto del grupo. Asistió a la "Coopers Company" y a la "Coborn School" en Upminster.
Después de la separación del grupo, Rochelle realizó una temporada como presentadora de un programa para chicos de la BBC llamado "Smile".
A finales de octubre de 2006, Rochelle apareció como miembro de un grupo llamado "The Tiger Lilys", que tenía una página MySpace promocionando dos canciones. La banda se separó sin ser acuñada por ninguna marca y sin realizar ningún tipo de material comercial.
En febrero de 2007, Rochelle apareció por breve tiempo en un programa de concursos de la BBC Two llamado "Never Mind the Buzzcocks", como parte de un segmento regular del show denominado "Identity Parade", donde los concursantes debían adivinar cuál de las personas de un grupo de cinco había aparecido en un viejo video musical, mostrado sólo a la audiencia y a los espectadores. El equipo, compuesto por Bill Bailey, Russell Howard y Romeo Stodart (de la banda The Magic Numbers) escogió correctamente a Rochelle del grupo de personas.
Charley Uchea, una participante de "Big Brother 8 UK 2007", afirmó que ella y Rochelle eran mejores amigas durante su tiempo en la casa del conocido reality. Sin embargo, Rochelle ha negado estas declaraciones. Por otra parte, es frecuentemente sorprendida con su buena amiga Danielle Lloyd, una modelo que fue parte del escándalo racial de "Celebrity Big Brother UK 2007".
Rochelle ha modelado para "Love Me Love My Clothes" (LMLC). También participó del concurso "Miss England", ganando el tercer lugar.
Rochelle, junto a Frankie Sandford, forma parte actualmente de una nueva banda llamada The Saturdays. Han realizado dos sencillos que entraron ambos en el Top 10 del Reino Unido. "If This Is Love" alcanzó el #8 del Top 40 inglés, y su segundo sencillo, "Up", llegó al #4. Recientemente, han realizado una nueva canción como sencillo, llamada "Issues", que ha escalado hasta el puesto #4 en el Reino Unido hasta el momento. La banda ha aparecido en muchas entrevistas de radio y TV, incluso con los propios anfitriones del show de listas: Fearne Cotton y Reggie Yates.

### Daisy Evans
Daisy Evans (30 de noviembre de 1989) asistió a la "Warren Junior School" y participó en el tour de "Annie" por Inglaterra.
A partir de 2007, Daisy se unió a "Score Angels", un grupo de porristas de fútbol sponsoreadas y organizadas por el periódico News of the World.
Desde principios de ese mismo año, Daisy ha formado parte de una nueva banda de cinco integrantes llamada From Above. El grupo ha recorrido el Reino Unido, presentándose en más de 60 clubs, y ha sido vinculado con gente importante de la industria musical. Desde el comienzo de octubre de 2007, el último proyecto de Daisy en From Avobe se había visto envuelto en una nube de confusiones, debido a varios cambios de línea. El grupo decidió desechar cierto material previo y optó por una diferente dirección musical. A finales de ese año, fue confirmado que Daisy continuaría como miembro oficial, y que el grupo ya había grabado su sencillo de debut para el Reino Unido, "Hummer". From Above confirmó en su MySpace en septiembre de 2008 que habían firmado contrato con Matthew Knowles y "Music World Records". Para 2009, las chicas se mudan a Estados Unidos. Encima de ello, las chicas realizarán su primer reality y su álbum debut.

### Hannah Richings
Hannah Richings (30 de noviembre de 1990) era la más joven o pequeña de los miembros de S Club 8, y también formó parte de "I Dream", como el resto de la banda. Nunca tuvo a su cargo un solo distinguido durante su tiempo en el grupo, posiblemente debido a su corta edad. Pero tuvo partes solistas en dos canciones nunca realizadas ante el público, que fueron grabadas como B-Sides para los sencillos "Sundown" y "Automatic High" (en las canciones "Wherever Your Heart Beats" y "We Got You", respectivamente). También tuvo un solo en la canción "Here We Go", que no fue realizada comercialmente, pero que apareció en un CD libre junto con una revista especial de verano de S Club Juniors. Hannah participó en "Miss Teen Queen UK" a principios de 2007.
Desde que el grupo se separó, se cree que Hannah ha regresado a la escuela para completar sus exámenes finales y pasar tiempo junto a su familia y amigos, antes de regresar al mundo del espectáculo.
Hannah ha estado trabajando también en Gibraltar (España) durante el verano de 2008.

### Jay Asforis
Jay Asforis (30 de octubre de 1989) es hijo único. En lugar de ir a las audiciones para S Club Juniors, envió un video de él mismo a S Club 7, que le permitió continuar hasta las audiciones finales. Se preparó en la "The Susi Earnshaw Theatre School", y concurrió a la "Roding Valley High School". Entre 1999 y 2000, Jay debutó artísticamente en un musical de Andrew Lloyd Webber llamado "Whistle Down the Wind" en el "Aldwych Theatre", junto a la actriz de "Hollyoaks" Hannah Tointon y el actor de "Brittania High" Matthew James Thomas. Hubo rumores de que Jamal Billings era Jay cuando la banda empezó, pero estos fueron probados como falsos. En 2008, estuvo trabajando en Milán (Italia) en una campaña de moda.
Actualmente, Jay trabaja en la tienda de modas "All Saints", en la calle Oxford de Londres.